# Kleine Hagia Sophia

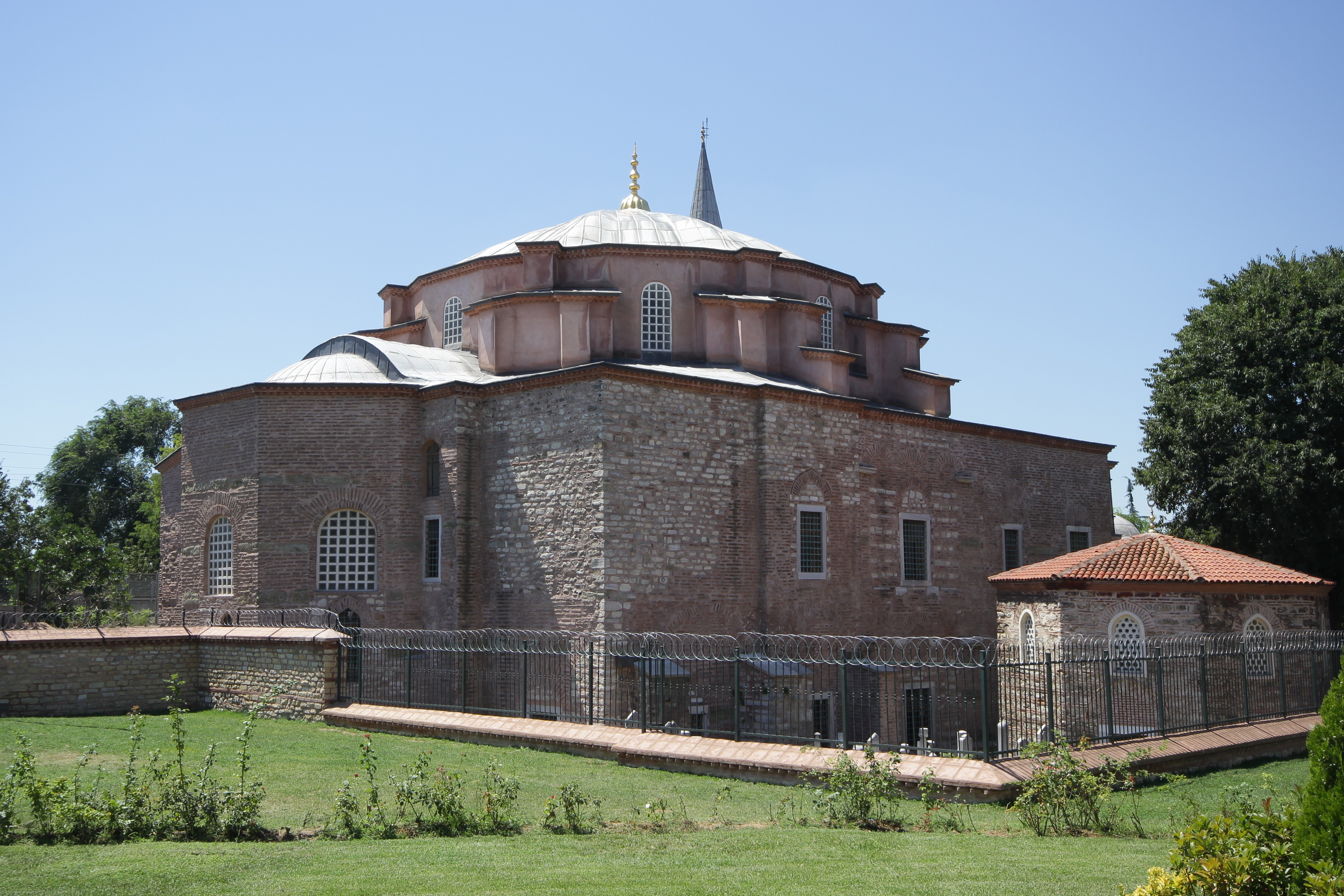
Kleine Hagia Sophia, Ansicht von Nordosten

Die Kleine Hagia Sophia (aus dem griechischen Ἅγια Σοφία, „heilige Weisheit“, türkisch Küçük Aya Sofya Camii, daher griechisch auch ) ist die ehemalige orthodoxe Sergios- und Bakchos-Kirche (Kirche der Heiligen Sergius und Bacchus, Εκκλησία oder Ναός των Αγίων Σεργίου και Βάκχου Ekklēsía oder Naós tōn Hagíōn Sergíou kai Bákchou) in Istanbul und seit 1504 eine Moschee. Der byzantinische Kuppelbau wurde im 6. Jahrhundert n. Chr. errichtet und ist architektonisch eng verwandt mit der „großen“ Hagia Sophia, der Hauptkirche des byzantinischen Reiches. Das Gebäude gehört zu den wichtigsten frühbyzantinischen Bauwerken Istanbuls. Als Kirche war sie den Heiligen Sergios und Bakchos geweiht und bildete einen Teil des Sergios- und Bakchos-Klosters (Kloster der Heiligen Sergius und Bacchus, Μονή των Αγίων Σεργίου και Βάκχου).

## Lage
Die „Kleine Hagia Sophia“ befindet sich in Istanbuls Stadtteil Eminönü unweit des Marmarameers wenige Meter westlich des Bukoleon-Palastes und südlich des Hippodroms. Die Moschee ist vom Bukolean-Palast durch eine Bahnlinie, die unmittelbar an ihrer Südmauer vorbeiführt, und der vierspurigen Kennedy Caddesi getrennt.

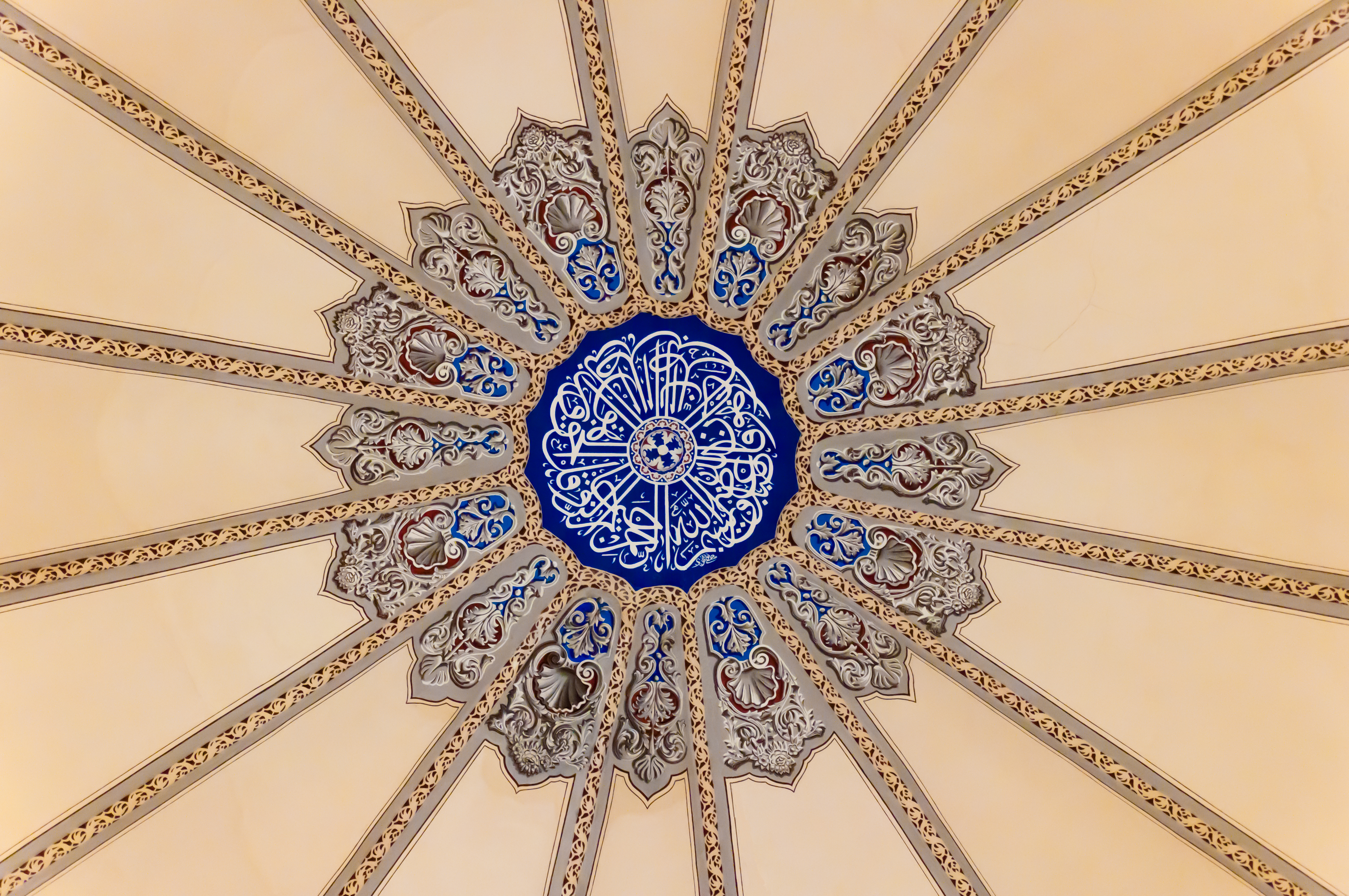
Innenansicht der Kuppel

## Geschichte
Das Gebäude wurde im Auftrag des Kaisers Justinian I. in den Jahren nach seinem Machtantritt (527) errichtet. Eine weitere Eingrenzung des Erbauungszeitraums ermöglicht die Erwähnung der Kirche in den Protokollen der Synode von Konstantinopel im Jahr 536. Wann genau die Kleine Hagia Sophia in diesen knapp zehn Jahren entstand, ist aber umstritten. Damit einher geht auch die Frage, ob sie vor der „großen“ Hagia Sophia entstand und dieser architektonisch als Vorbild diente oder ob beide Bauten parallel zueinander errichtet wurden. Der Platz, der für die neue Kirche gewählt wurde, war ein unbebautes Gelände zwischen dem Bukolean-Palast (auch Hormisdas-Palast, dem Palast des Justinian vor seiner Thronbesteigung), und der Kirche der Heiligen Apostel Petrus und Paulus. Die zwei Kirchen teilten sich Narthex, Atrium und Propylon. Die neue Kirche wurde der Mittelpunkt des Komplexes, bis heute befindet sich an ihrer Südseite die Nordmauer eines der zwei anderen Gebäude. Die Sergios- und Bakchos-Kirche war eines der wichtigsten religiösen Bauwerke in Konstantinopel. Während des byzantinischen Bilderstreits war das Sergios- und Bakchos-Kloster unter seinem Abt Johannes Grammatikos eines der Zentren der Ikonoklasten. Wegen der starken Ähnlichkeit mit der Hagia Sophia wird angenommen, dass das Gebäude von den gleichen Architekten Anthemios von Tralleis und Isidor von Milet entworfen wurde, und dass der Bau eine Art „Generalprobe“ für die Errichtung der Hagia Sophia, der größten Kirche des byzantinischen Reiches war.
Der Zeitraum für den Bau wird mit unterschiedlichen Hypothesen weiter eingegrenzt. 527 war das Jahr, als Theodora I. und ihr Ehemann Justinian I. nach der Thronbesteigung vom Bukolean-Palast in den Großen Palast umzogen. Jonathan Bardill beruft sich auf den Kirchenhistoriker Johannes von Ephesos (um 507 – um 588), demzufolge Theodora nach ihrem Auszug den Bukolean-Palast einer Gruppe von 500 monophysitischen Mönchen als Unterkunft und zum Schutz vor Verfolgung anbot. Die Mönche scheinen sich wie in einem Kloster eingerichtet und die Haupthalle als Martyrion verwendet zu haben. Als die Haupthalle eines Tages einstürzte, beschloss das Herrscherpaar, einen neuen Kuppelsaal für die Monophysiten zu bauen. Dieser Neubau war wahrscheinlich die Sergios- und Bakchos-Kirche und erfolgte zwischen 530 und 536, weil in dieser Zeit Chalkedonier und Monophysiten um eine Einigung im Glaubensstreit miteinander verhandelten. Kreuzförmige Monogramme der Theodora in der Kirche sprechen für eine Fertigstellung spätestens 533. Die Widmung an Sergius und Backhos ist ein Hinweis auf das Bemühen der Herrscher, sich mit den aus dem Raum Syrien stammenden Monophysiten glaubensmäßig auszusöhnen, weil die beiden Heiligen dort besonders verehrt wurden.
Von der Eroberung von Konstantinopel im Jahr 1453 durch die Osmanen, bis zur Herrschaft von Bayezid II. blieb sie als Kirche erhalten. 1504 wurde sie von Hüseyin Aga, dem Oberhaupt der Hüter des Bab-i-saadet („Tor der Freude“) im Topkapı-Palast, in eine Moschee umgewandelt. Zu dieser Zeit wurden die Portikus und eine Madrasa dem Gebäude hinzugefügt, während die Mosaiken, die die Kirche schmückten, zerstört wurden.
Großwesir Nişancı Hacı Ahmed Pascha baute 1740 einen Şadırvan (Moscheebrunnen) und eine Grundschule hinzu, der Brunnen wurde 1938 wieder entfernt. Schäden, die die Erdbeben von 1648 und 1763 verursacht hatten, wurden unter der Herrschaft von Sultan Mahmud II. 1831 repariert. Bauliche Reste der Kirche St. Peter und Paul, die eventuell noch vorhanden waren, wurden in den 1860er-Jahren beim Bau einer Bahnstrecke, die unmittelbar südlich an der Moschee entlangführt, beseitigt.

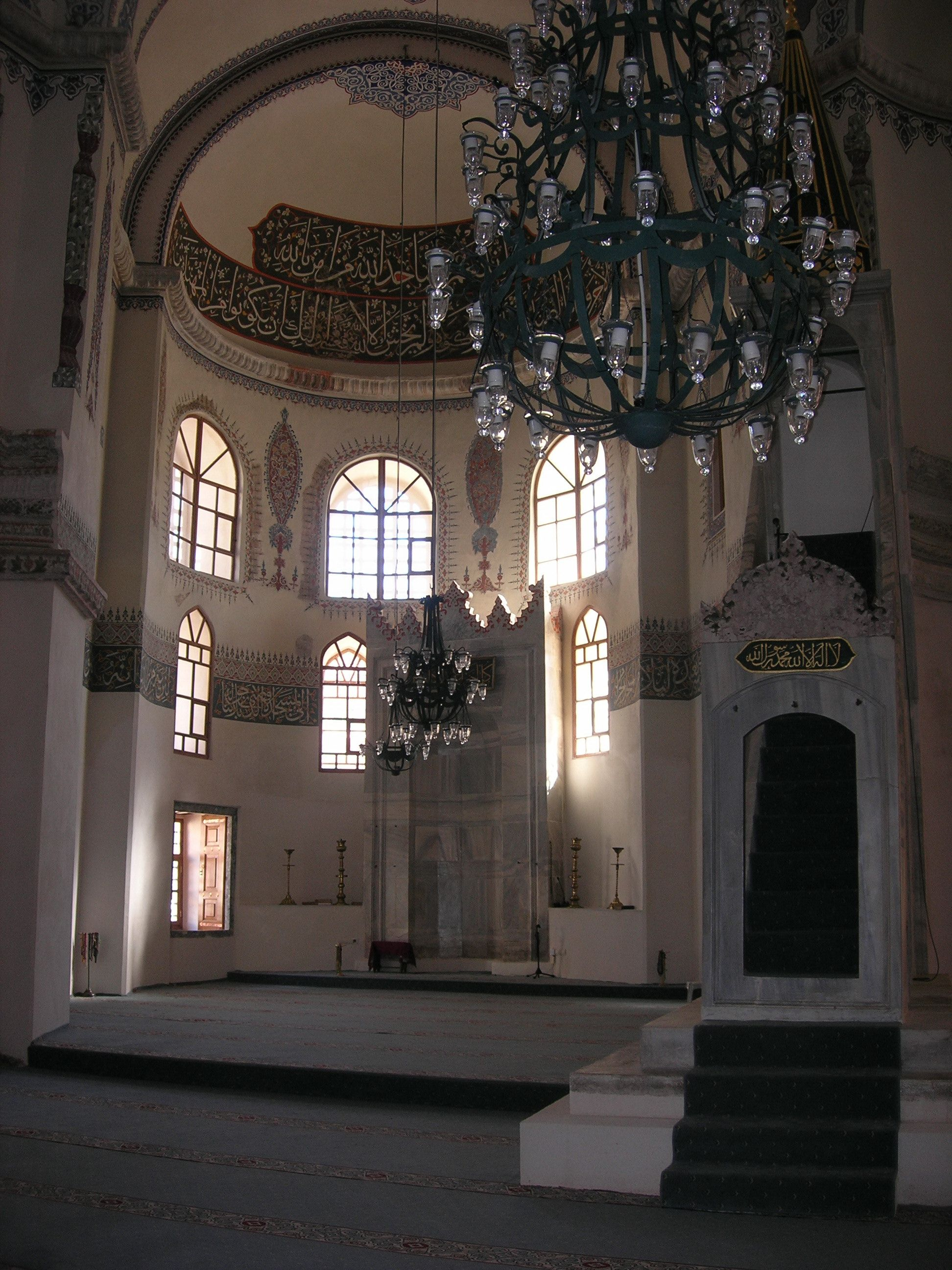
Die Apsis der ehemaligen Kirche mit dem Mihrāb. Im Vordergrund ist das Minbar zu sehen.

2002 wurde das Gebäude wegen der starken Schäden, die durch Feuchtigkeit und Erdbeben verursacht wurden, auf die Liste der 100 meist gefährdeten Denkmäler des World Monuments Fund gesetzt, konnte aber 2004 wieder von der Liste gestrichen werden. Nach umfangreichen Wiederherstellungsarbeiten von 2002 bis September 2006 wurde die Moschee der Öffentlichkeit wieder zugänglich gemacht.

## Beschreibung
Die Maurerarbeiten an dem Gebäude wurden mit der zu dieser Zeit in Konstantinopel üblichen Technik durchgeführt, es wurden Ziegelsteine benutzt, die in Mörtelschichten verlegt wurden, die fast die gleiche Stärke wie die Ziegelschichten bekamen. Die Wände wurden durch Ketten verstärkt, die aus kleinen Steinblöcken gebildet wurden. Das Gebäude, dessen Bauplan bewusst in San Vitale in Ravenna wiederholt wurde, hat die Form eines Oktogons, das in ein unregelmäßiges, dem Quadrat angenähertes Viereck mit inneren Ecknischen eingefügt wurde. Es wird durch eine 20 m hohe Schirmkuppel überdeckt, die auf acht Säulen steht. Der Narthex befindet sich an der Westseite gegenüber einem Gegenchor.
Innerhalb des Gebäudes gibt es zwei Kolonnaden-Arkaden-Geschosse, die entlang der Nord-, West- und Südseite verlaufen, mit einer Inschrift in zwölf griechischen Hexametern, die dem Kaiser Justinian, seiner Frau Theodora I. und dem Heiligen Sergius, dem Schutzpatron der Soldaten der römischen Armee gewidmet ist. Das untere Geschoss hat 16 Säulen, das obere 18 Säulen. Viele der Kapitelle tragen noch die Monogramme von Justinian und Theodora. Vor dem Gebäude gibt es einen Portikus und einen Vorplatz, die während der osmanischen Periode hinzugefügt wurden, sowie einen kleinen Garten, einen Brunnen für die Waschungen und einige kleine Geschäfte. Im Norden des Gebäudes befinden sich ein kleiner muslimischer Friedhof und das ehemalige Baptisterium.

Idealisierter Plan des Gebäudes